# اندیس آهن کهمگارسراوان
آهن کهمگارسراوان یک اندیس فلزی است که در حوالی شهر زابل استان سیستان و بلوچستان قرار دارد و مادهٔ معدنی موجود در آن، آهن است.سنگ میزبان این اندیس کالرملانژ-فلیش است و دیرینگی آن به دوران کرتاسه بالایی-پالئوسن می‌رسد. در این اندیس، پاراژنز‌های سیلیس یافت می‌شوند.